# セートカ
セートカ（英: Sertoca）は、日本の音楽レーベル。2012年に pastajuku によって設立。名称の由来はカセットテープのアナグラム、および生徒課。

## ジャンル

### ピアはヤス
本拠地である神戸市におけるハウスミュージックとしての、埠頭ハウス＝ PierHouse 「ピアはヤス」を独自に標榜するレーベルである（地理的にはゲーム『ポートピア連続殺人事件』と、関連するフレーズ「犯人はヤス」からの造語）。

## アーティスト
- oxgz
- pastajuku
- SegretanTime
- snoozy
- stEPia

## ディスコグラフィ
外部リンク Discogs を参照
2014
- STC6601 - SegretanTime, ePVo001
- STC7001 - cassettelabel, CeD001
- STC0101-STC0104 - oxgz, 01gz-04gz
- STC0008 - oxgz, 00gz
- STC0007 - Sertoca, sertoca compilation
- STC2001-STC2002 - snoozy, sn01zy-sn02zy
- STC0006 - snoozy, sn00zy
- STC0005 - Ju_k_, ePVo000
- STC0004 - ASSYRIA, Anunna Ki
- STC0003 - pstajuku, Elum
- STC6001-STC6017 - Ju_k_, ePVo001-ePVo017 (remastered)
- STC5001-STC5007 - stEPia, CeD0001-CeD0007
- STC0002 - stEPia, CeD0000

2013
- STC6001-STC6017 - Ju_k_, ePVo001-ePVo017
- STC0001 - SegretanTime, eLPiVo

2012
- STC0000 - SegretanTime, Nicotine une Megane